# Thomas Jugel
Thomas Erhard Paul Jugel (* 28. November 1957 in Nürnberg) ist ein Konteradmiral der Deutschen Marine außer Dienst. Er war zuletzt im Bundesministerium der Verteidigung in der Abteilung Planung eingesetzt.

## Militärische Laufbahn

### Ausbildung und erste Verwendungen
Thomas Jugel trat 1977 in die Bundesmarine ein. Als Offizieranwärter der Crew VII/77 begann er seine Ausbildung zum Marineoffizier. Von 1978 bis 1982 schloss sich ein Studium des Bauingenieurwesens an der Universität der Bundeswehr München an, das er als Diplomingenieur (univ.) abschloss. Es folgten Ausbildung und Einsatz als Wachoffizier und Kommandant im Bereich der Flottille der Minenstreitkräfte. Als Wachoffizier diente Jugel von 1983 bis 1985 im 1. Minensuchgeschwader in Flensburg. 1985 fuhr er als Schiffsoperationsoffizier auf dem Tender Saar. Von 1985 bis 1987 folgte eine Verwendung als Kommandant des Minensuchboots Pluto beim 5. Minensuchgeschwader in Olpenitz. Von 1988 bis 1990 übernahm er in gleicher Funktion im 4. Minensuchgeschwader in Wilhelmshaven das Minenjagdboot Cuxhaven. Im Anschluss diente er bis 1992 als Abteilungsleiter Marineführungsdienste im Stab der Flottille der Minenstreitkräfte in Wilhelmshaven. Von 1992 bis 1994 nahm er am 34. Admiralstabslehrgang an der Führungsakademie der Bundeswehr in Hamburg teil.

### Dienst als Stabsoffizier
Von 1994 bis 1996 war Jugel Referent „Operative Grundsätze“ im Führungsstab der Marine (Fü M III 2) im Bundesministerium der Verteidigung in Bonn. Von 1996 bis 1997 schloss sich eine Verwendung als Stellvertretender Kommandeur des 5. Minensuchgeschwaders in Olpenitz an. Danach war er von 1997 bis 1998 Abteilungsleiter „Ausbildung“ in der Flottille der Minenstreitkräfte (A3A) ebenfalls in Olpenitz. In der nächsten Funktion war er von 1998 bis 2000 als Kommandeur des 1. Minensuchgeschwaders in Olpenitz tätig. Dem schlossen sich Verwendungen als Referent „Konzeption der Bundeswehr“ im Bundesministerium der Verteidigung Führungsstab der Streitkräfte (Fü S VI 2) in Bonn (2000–2003) und als Kommandeur Lehrgruppe Ausbildung der Marineoperationsschule in Bremerhaven (2003–2004) an. Von 2004 bis 2006 war er Abteilungsleiter „Ausbildung, Übungen und Evaluierung“ im streitkräftegemeinsamen NATO-Hauptquartier (J7), Lissabon/Portugal eingesetzt. Es schloss sich eine Verwendung als Referatsleiter „Einsatzführung der Bundeswehr“ im Führungsstab der Streitkräfte (Fü S V 3) in Bonn an (2007–2008). 2008 wechselte er als Arbeitsbereichsleiter „Maritime Operationen“ und „VN/EU Einsätze“ zum Einsatzführungsstab (ET MAROPS, ET VN/EU) des BMVg nach Berlin. Von 2009 bis 2010 besuchte er Lehrgänge am Centre des Hautes Etudes Militaires (CHEM) sowie am Institut des Hautes Etudes de Défense Nationale (IHEDN) in Paris/Frankreich.

### Dienst als Admiral
2010–2013 führte er als Kommandeur die Einsatzflottille 1 und als Direktor das „Centre of Excellence for Operations in Confined and Shallow Waters“ in Kiel. 2011 war er mit der Fregatte Bayern im Einsatz und vom 13. August 2011 bis 5. Dezember 2011 Force Commander der European Union Naval Force – Somalia (Operation Atalanta) am Horn von Afrika.
2013 wechselte er als Stellvertreter des Abteilungsleiters Strategie und Einsatz in das Bundesministerium der Verteidigung nach Berlin. Vom 1. Mai 2015 bis zum 30. Juni 2019 war er Amtschef des Planungsamtes der Bundeswehr. Zuletzt war er in der Abteilung Planung des BMVg eingesetzt. Jugel trat zum 1. Dezember 2019 nach mehr als 42 Dienstjahren in den Ruhestand.